# Nate Radley
Nate Radley (Concord (New Hampshire), 31 augustus 1975) is een Amerikaanse jazzmuzikant (gitaar, banjo), -componist en muziekpedagoog.

## Biografie
Nate Radley studeerde eind jaren 1990 sociologie aan de Universiteit van Chicago en speelde ook in Mwata Bowdens X-Tet. Hij vervolgde zijn studie aan het New England Conservatory of Music in Boston, waar hij jazzgitaar en compositie studeerde bij John Abercrombie, Bob Brookmeyer, Jerry Bergonzi en George Russell en behaalde zijn masters. Sinds 2004 werkt hij in het New Yorkse jazzcircuit, o.a. met Alan Ferber, Marc Mommaas, Jon Gordon, Akiko Pavolka, Andrew Rathbun, David Smith, Tony Moreno en in het Maria Schneider Jazz Orchestra. Hij maakte ook deel uit van de band Bad Touch met Loren Stillman, Ted Poor en Gary Versace, met wie verschillende albums zijn gemaakt. Onder zijn eigen naam bracht hij begin 2012 het album Big Eyes uit bij Fresh Sound Records/New Talent, met Loren Stillman (saxofoon), Pete Rende (Fender Rhodes), Matt Pavolka (bas) en Ted Poor (drums). Radley nam van 1998 tot 2010 deel aan 27 opnamesessies, behalve die vermeld in James Falzone (The al & The Not Yet, 2000), David Smith en Matthias Lupri. Radley doceert jazzgitaar, muziektheorie en ensemblespel aan het Center for Preparatory Studies in Music aan het Queens College, City University of New York en de Bloomingdale School of Music. De gitarist uit Brooklyn is getrouwd met jazzpianiste Kris Davis.
- Bibliothèque nationale de France: cb16225023m (data)
- Gemeinsame Normdatei: 139107851
- International Standard Name Identifier: 0000 0000 7100 9521
- Library of Congress Control Number: no2008121070
- MusicBrainz: 23929664-a8a8-48a6-8bf5-299e925d4f06
- Virtual International Authority File: 7210145
- WorldCat: E39PBJjtbGj7JKY63hHbbgkqwC